# Lathrolestes ungularis
Lathrolestes ungularis là một loài tò vò trong họ Ichneumonidae.